# Friedrich von Löffelholz
Friedrich von Löffelholz (nascido em 7 de março de 1953 – 2 de outubro de 2017) foi um ciclista alemão que representou Alemanha Ocidental nos Jogos Olímpicos de 1976, em Montreal,  onde competiu no contrarrelógio (100 km).